# Antoine-Léonard Thomas
Antoine-Léonard Thomas, född den 1 oktober 1732 i Clermont-Ferrand, död den 17 september 1785 i Oullins, var en fransk skriftställare.
Thomas räknas bland 1700-talets litterära storheter som den främste författaren av så kallade akademiska äreminnen. Hans Éloges över flera franska stormän, som Duguay-Trouin, Sully, Descartes och framför allt hans bästa alster, L'éloge de Marc-Aurèle (1775), vittnar om stor stilistisk förmåga och beredde honom också inträde i Franska akademien (1767). Jämte dessa äreminnen utgav han några arbeten i bunden form, bland annat Ode sur le temps (1762), samt Essai sur le caractère, les maurs et l'esprit des femmes dans tous les siècles (1772), som just inte var ägnat att göra lycka hos kvinnorna, och Essai sur les éloges, ou l'histoire de la litterature et de l'éloquence appliquées à ce genre d'ouvrage (1773), en i många stycken märklig historik över vältaligheten under olika tidsåldrar med mera.